# Gyatsa
Gyatsa Dzong, Chinees: Gyaca Xian is een arrondissement in het noordoosten van de prefectuur Lhokha (Shannan) in de Tibetaanse Autonome Regio (TAR), China. De hoofdplaats van het arrondissement is Drumpa op 46 km ten westen van Pamda.
In 1999 telde het arrondissement 17.695 inwoners. De gemiddelde jaarlijkse temperatuur is 8,9 °C en jaarlijks valt er gemiddeld 636,9 mm neerslag.
Het ligt in het zuidoosten van de TAR en strekt zich uit van de Podrang La-pas langs de zuidoever van de rivier Brahmaputra, stroomafwaarts naar Pamda ten zuidwesten van het Tibetaanse klooster Daklha Gampo.
In het arrondissement worden walnoten en abrikozen verbouwd.
In het arrondissement ligt het meer Lhamo Latso.